# Frédéric Noy
Frédéric Noy est un photographe documentaire et photojournaliste français indépendant né en 1965. 
Il a été récompensé par un Visa d’or magazine en 2019 et un World Press photo en 2020.

## Biographie
Photographe autodidacte, Frédéric Noy découvre l’Afrique en 1987, alors qu’il était coopérant comme attaché culturel adjoint à l’ambassade de France en Tanzanie,. 
Il est basé successivement en Tanzanie, au Nigeria, au Soudan, au Tchad et en Ouganda où il finit par s’installer à Kampala en 2012. 
Il découvre et documente les problèmes environnementaux autour du lac Victoria, engendrés par la surexploitation de ses ressources, et la pollution issue des activités agricoles ou industrielles. Ces photos sont publiées entre autres par Le Figaro Magazine, L’Obs, Slate, Le Monde, et lui permettent de remporter un Visa d'or magazine en 2019 et un World Press Photo en 2020.
Dans Ekifire (les demis-morts), il a documenté pendant plus de sept ans et cinq mois, le quotidien des communautés LGBTQ+ au Rwanda, au Burundi et en Ouganda, un pays où avoir des relations sexuelles entre adultes de même sexe est considéré comme un délit,.
Photographe indépendant, Frédéric Noy est, en 2021, basé à Astana au Kazakhstan en Asie centrale. Il est représenté par l’agence britannique Panos Pictures.

## Publications
- Madame Butterfly, textes de Frédéric Mitterrand, Éditions Plume, Paris 1995
- La Tanzanie : entre tradition et modernité, textes de Thierry Lassalle, Amon Mattée, Éditions La Découverte
- Avoir 20 ans à Dar es-Salaam, textes de Kashinde Mlenzi, Finnigan Wa Simbeye, Coll. Alternatives, Éditions Gallimard, Paris 2001
- Ekifire, Neus / Éditions Les Belles Lettres, Paris 2020[2]

## Prix et récompenses
- 2016 : Istanbul Photo, 2e prix Story Sport pour La ligue de football de la prison de Luzira, Ouganda[9]
- 2016 : Pride Photo Award, Thème Initiés/non initiés, 3e prix pour Ekifire[10]
- 2019 : Visa d'or magazine au festival Visa pour l’image, Perpignan pour son reportage La lente agonie du Lac Victoria [11]
- 2020 : World Press photo, Photo Contest, Environment, Singles, 3rd Prize pour son reportage Lake Victoria Dying[12]

## Expositions
Liste non exhaustive
- 2016 : Looking towards East, Institut Français, N'Djamena[13]
- 2016 : Ekifire, les demi-morts, Visa pour l’image, Perpignan[14]

- 2017 : Ekifire in Mostra Fire, Institut Français, Barcelone[15]

- 2018 : Wakaliwood, un studio ougandais , Vannes Photo Festival[16]
- 2019 : La lente agonie du Lac Victoria, Couvent des Minimes, Perpignan[17]
- 2019 : La lente agonie du Lac Victoria, Musée Etienne Terrus, Elne[18]
- 2020 : La lente agonie du Lac Victoria, Festival Photo du Guilvinec[19],
- 2021 : Ekifire (les minorités sexuelles en Afrique de l’Est), Géopolis, Bruxelles[7]
- 2021 : La lente agonie du lac Victoria, Festival BarrObjectif, Barro, du 18 au 21 septembre[20]
- 2021 : La lente agonie du lac Victoria, Zoom Photo Festival Saguenay, Musée régional du Saguenay, du 6 au 31 octobre[21]